# لینگولئو
لینگولئو (انگلیسی: LinguaLeo) یک سکوی رایانش، رایگان پایه و برخط است که خدمت آموزش زبان انگلیسی را به گویشوران روسی , پرتغالی برزیلی و ترکی ارائه می‌دهد. تا دسامبر سال ۲۰۱۵ بیش از ۱۳ میلیون نفر در سراسر جهان به استفاده از خدمات برخط این سکو برای یادگیری زبان انگلیسی استفاده کرده‌اند. لینگولئو بر روی وب، اندروید، ,iOS و ویندوز فون و همچنین به عنوان یک برنامه افزودنی مرورگر در دسترس است. در نوامبر سال ۲۰۱۰ این شرکت با $۲۰۰٬۰۰۰ بودجه از سوی سرمایه گذاران فرشته تأسیس شد و در ماه ژوئن ۲۰۱۲ موفق به دریافت ۳ میلیون دلار از رونا کاپیتال گردید.

## قابلیت
لینگولئو با شخصی‌سازی کردن برنامه یادگیری زبان انگلیسی برای هر کاربر، بسیار مؤثر است. لینگولئو در ابتدا برای تعیین سطح مهارت زبان کاربر یک آزمون تعیین سطح ارائه می‌کند. سپس برنامه شخصی‌سازی شده آموزش را که مهارت‌ها، اهداف و اولویت‌های کاربر را دربردارد، گسترش می‌دهد.
لینگولئو مواد آموزشی طراحی شده برای روند یادگیری سریع را ارائه می‌دهد. کاربران تمریناتی را کامل می‌کنند که به آن‌ها اجازه می‌دهد تا دستور زبان یادبگیرند؛ گنجینه لغات خود را گسترش دهند؛ و خواندن و درک مطلب را بهبود بخشند. آن‌ها همچنین می‌توانند پیشرفت یادگیری خود را با استفاده از ابزارهای نظارتی این برنامه پیگیری کنند.